# Hoplia validipes
Hoplia validipes är en skalbaggsart som beskrevs av Leon Fairmaire 1889. Hoplia validipes ingår i släktet Hoplia och familjen Melolonthidae. Inga underarter finns listade i Catalogue of Life.